# Dolymorpha jada
Dolymorpha jada är en fjärilsart som beskrevs av William Chapman Hewitson 1867. Dolymorpha jada ingår i släktet Dolymorpha och familjen juvelvingar. Inga underarter finns listade i Catalogue of Life.